# Горянський Іван
Іван Горянський (1892, с. Нижня Липиця, Рогатинський повіт, Королівство Галичини і Володимирії, Австро-Угорщина — 1953, там же) — український військовий діяч, педагог.

## Життєпис
Народився у селі Нижня Липиця (тепер Рогатинська міська громада, Івано-Франківська область).
Закінчив Рогатинську гімназію та Віденський університет. Згодом працював викладачем у Віденському університеті та Бродівській гімназії. Грав у Театрі Української Бесіди під час їх гастролів у Рогатині.
З 1914 року в легіоні УСС, служить у Пресовій квартирі УСС, допомагаючи її керівнику Миколі Угрину-Безгрішному на посаді писаря.
З кінця 1918 хорунжий в 1-шій бригаді УСС Української галицької армії. 1 березня 1919 року підвищений до звання четар.
По закінчення війни став співзасновником «Західноукраїнського товариства Ліги Націй» у Відні.
Згодом працював учителем у Рогатинській гімназії, у селищі Більшівцях та в селі Верхній Липиці.
Помер у 1953 році в рідному селі Нижня Липиця.

### Могила
Його могила збереглася і входить до реєстру місць пам'яті Української революції.
«На могилі на суцільній бетонній плиті та одноступінчатому постаменті пірамідальної класичної форми встановлено однораменний кам'яний хрест, зроблений під неокорований дуб.
На постаменті викарбувана розкрита грамота з фотографією І. Горянського і написом».